# Pariglia (corsa equestre)

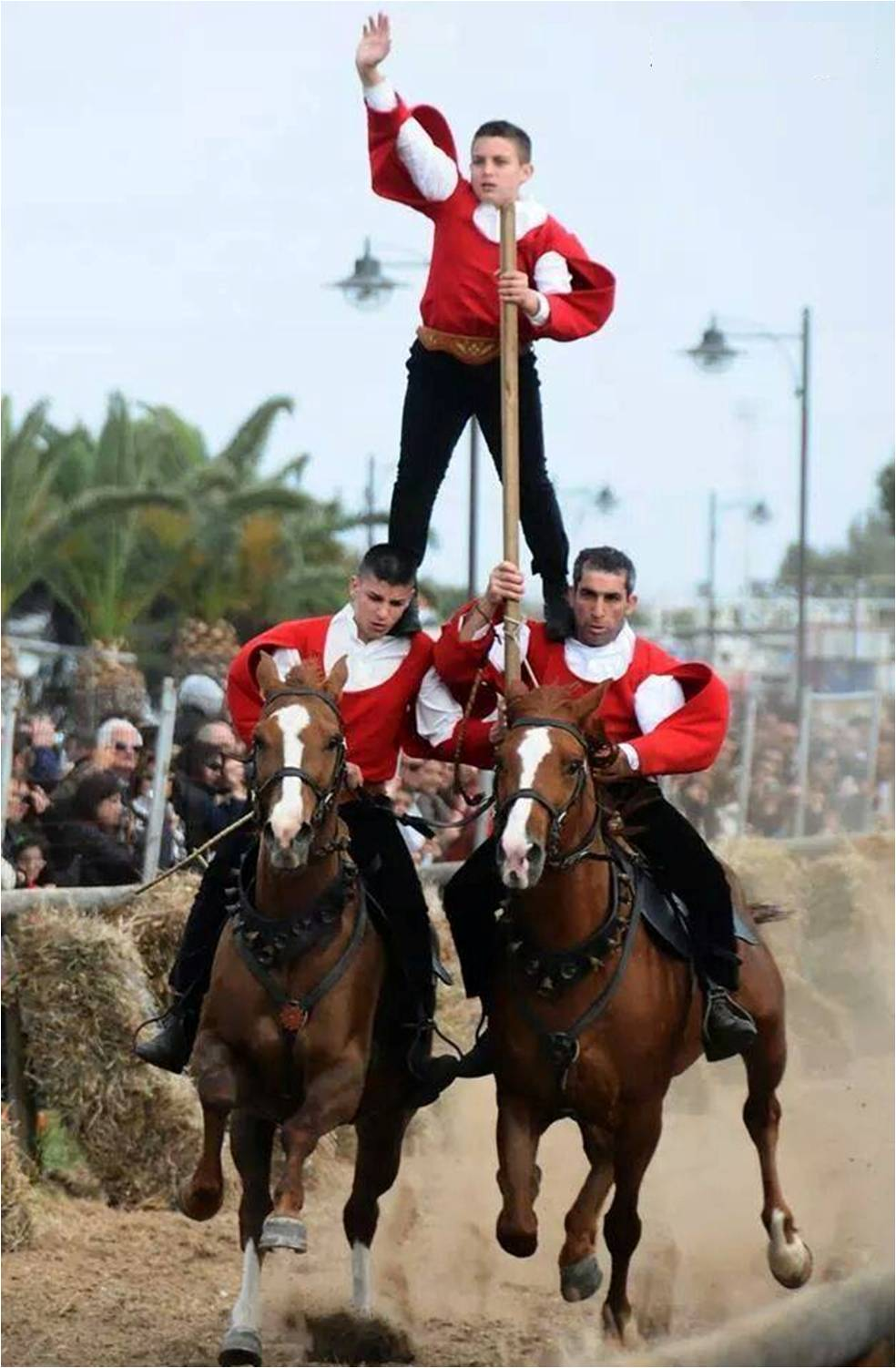
formazione di Fonni

La pariglia (sa pariglia in sardo) è una particolare corsa equestre praticata soprattutto in Sardegna durante la quale i cavalieri, solitamente due o tre accostati uno all'altro, si esibiscono in evoluzioni acrobatiche e spericolate in groppa ai cavalli lanciati in una corsa sfrenata.

## Acrobazie
Le acrobazie più praticate della corsa a pariglia sono
- due su due, due cavalieri in piedi sulla sella dei loro cavalli si sostengono a vicenda durante tutta la corsa
- ponte, due cavalieri seduti ne sostengono uno che si allunga disteso sopra le loro spalle
- bastone, due cavalieri seduti ne sostengono uno in piedi sulle loro spalle che ha come unico punto d'appoggio un lungo bastone tenuto alto dai cavalieri sotto
- verticale, due cavalieri seduti ne sostengono un terzo che si appende alle loro spalle rimanendo a testa in giù con le gambe rigide verso l'alto
- sa sedda, i due cavalieri esterni, in piedi, si appoggiano a quello centrale e tolgono la sella al proprio cavallo in corsa mostrandola a pubblico

Nelle foto, le formazioni di Fonni, Bonorva, ancora Fonni, Dolianova e Pattada eseguono le figure descritte sopra.

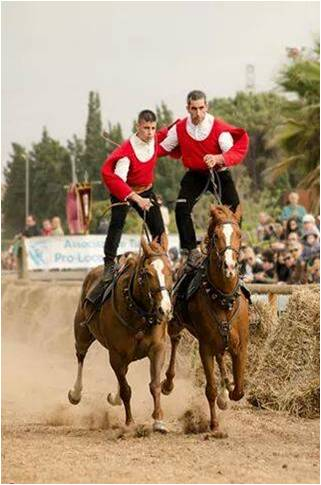
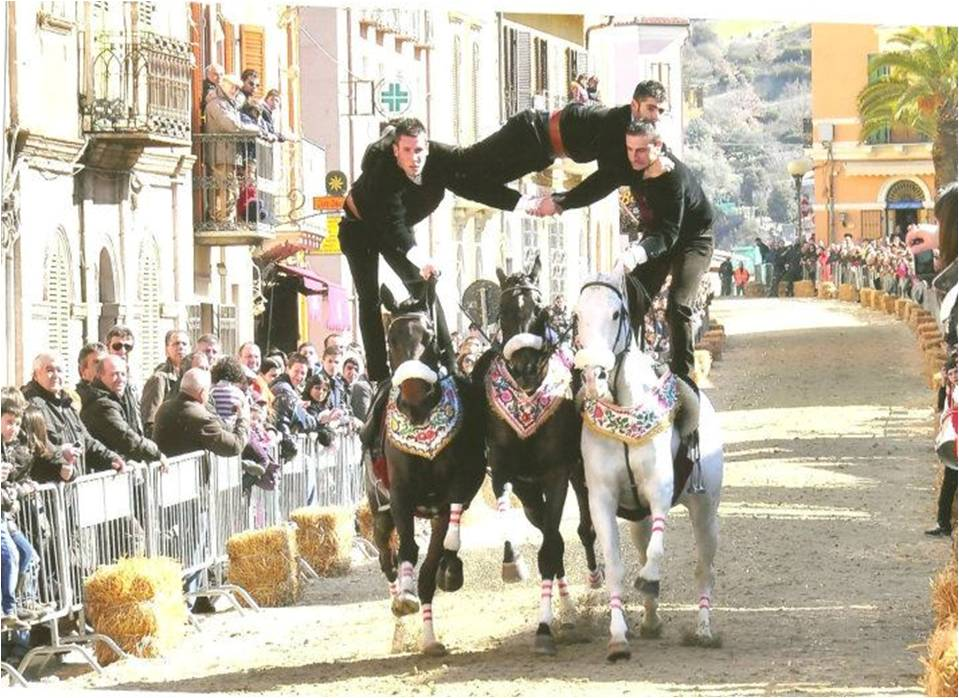
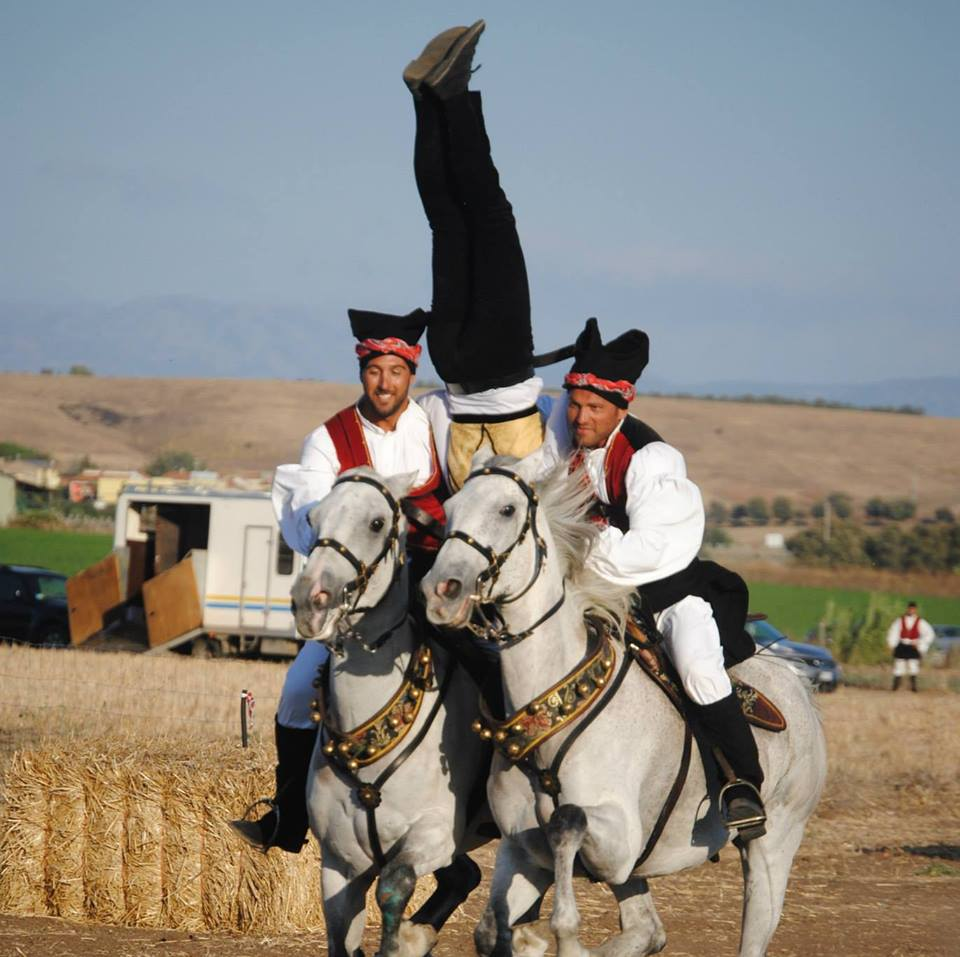
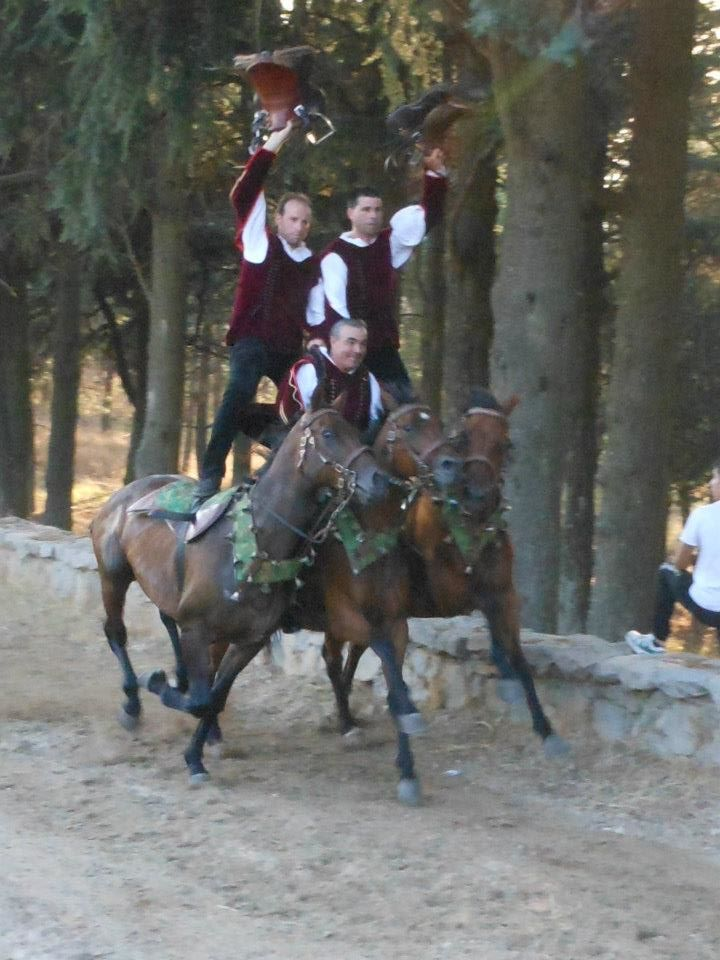

## Centri famosi per le pariglie

Pattada, pariglie negli anni '50

La corsa a pariglie è tipica di molti centri della Sardegna dove viene praticata da decenni e i cui cavalieri e amazzoni sono ormai maestri in questo tipo di corsa a cavallo. I paesi più rinomati al riguardo sono:
in provincia di Sassari
- Pattada
- Bonorva

in provincia di Nuoro
- Bitti
- Dorgali
- Fonni
- Lula
- Oliena
- Orgosolo
- Orune

in provincia di Oristano
- Abbasanta
- Oristano
- San Vero Milis
- Santa Giusta
- Sedilo
- Simaxis

in provincia di Cagliari
- Dolianova
- Sant'Andrea Frius

## Manifestazioni che prevedono le pariglie

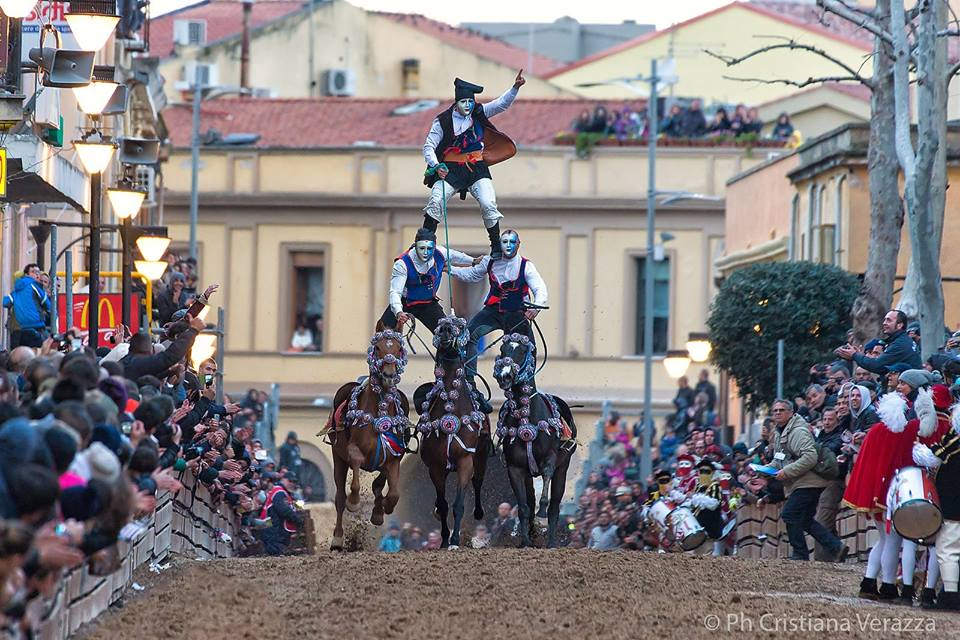
Cavalieri mascherati si esibiscono durante la Sartiglia di Oristano

Sono tante, nell'arco dell'anno, le manifestazioni e i festeggiamenti civili e religiosi in Sardegna che prevedono la corsa delle pariglie. La più celebre di tutte è senza dubbio la Sartiglia di Oristano dove le corse dei cavalli, in occasione del carnevale, diventano motivo di richiamo per migliaia di appassionati e turisti. Anche a Sassari, in occasione della Cavalcata sarda, si corrono le spettacolari pariglie, e poi ad Abbasanta per celebrare Sant'Agostino, a Sedilo, a Norbello in onore dei Santi Quirico e Giulitta, a Pattada, a Silanus in onore di San Lorenzo, a Bosa, a Bonorva durante il carnevale,a Orgosolo e Oliena (dove prendono il nome di vardia) in onore di San Lussorio e dell'Assunta il giorno di Ferragosto e tanti altri ancora sono gli eventi e i luoghi in cui si può assistere a queste affascinanti esibizioni di coraggio.